# Tennessee Titans 2015
La stagione 2015 dei Tennessee Titans è stata la 46ª della franchigia nella National Football League, la 56º complessiva, la 19ª nello stato del Tennessee e la seconda con Ken Whisenhunt come capo-allenatore, licenziato il 3 novembre dopo avere perso sei delle prime sette gare. Al suo posto fu promosso come allenatore ad interim l'assistente Mike Mularkey. La squadra terminò col peggiore record della NFL (3-13, assieme ai Cleveland Browns), guadagnando la prima scelta assoluta nel Draft NFL 2016.

## Scelte nel Draft 2015

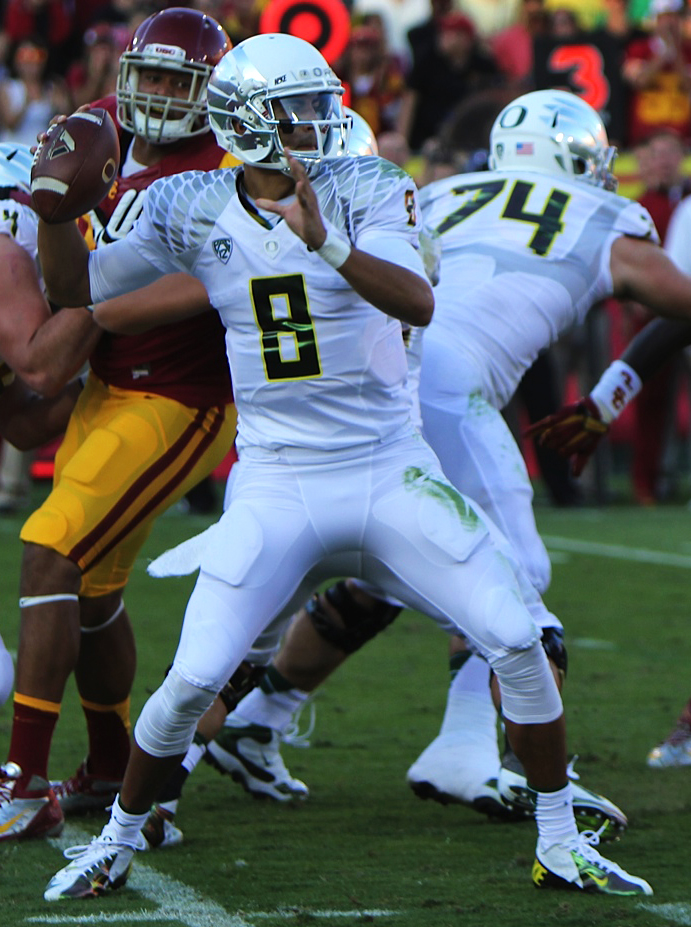
I Titans hanno scelto il quarterback Marcus Mariota come secondo assoluto nel Draft 2015.

| Giro | Scelta | Scelta               | Ruolo | College        |
| ---- | ------ | -------------------- | ----- | -------------- |
| 1    | 2      | Marcus Mariota       | QB    | Oregon         |
| 2    | 40     | Dorial Green-Beckham | WR    | Missouri       |
| 3    | 66     | Jeremiah Poutasi     | OT    | Utah           |
| 4    | 100    | Angelo Blackson      | DT    | Auburn         |
| 4    | 108    | Jalston Fowler       | FB    | Alabama        |
| 5    | 138    | David Cobb           | RB    | Minnesota      |
| 6    | 177    | Deiontrez Mount      | LB    | Louisville     |
| 6    | 208    | Andy Gallik          | C     | Boston College |
| 7    | 245    | Tre McBride          | WR    | William & Mary |

## Staff
| Staff dei Tennessee Titans nel 2015 |
| --- |
| Organi dirigenziali - Proprietario/Fondatore/Presidente/CEO: K.S. Adams Jr. - Vicepresidente del personale: Lake Dawson - Vicepresidente esecutivo/General Manager: Ruston Webster Capo allenatore - Ken Whisenhunt Altri allenatori - Assistente speciale del capo allenatore: Dennis Polian - Assistente del capo allenatore/Sviluppo della forza e della condizione: Steve Watterson - Assistente capo/difesa: Gregg Williams Allenatori dell'attacco - Coordinatore dell'attacco: Jason Michael - Assistente dell'attacco/Qualità e controllo: Arthur Smith - Quarterback: Dave Ragone - Running Back: Sylvester Croom - Wide Receiver: Shawn Jefferson - Tight End: George Henshaw - Offensive Line: Bruce Matthews - Offensive Line/Assistente Tight End: Arthur Smith Allenatori della difesa - Coordinatore della difesa: Vacante - Assistente della difesa/Qualità e controllo: Jonathan Gannon - Assistente della difesa/Pass Rush: Keith Millard - Defensive Line: Tracy Rocker - Linebacker: Chet Parlavecchio - Secondary: Brett Maxie - Assistente Secondary: Steve Brown Allenatori dello special team - Coordinatore dello Special Team: Nate Kaczor - Assistente dello Special Team: Steve Hoffman |

## Roster
| Roster dei Tennessee Titans nel 2015 |
| --- |
| Quarterback - 3 Marcus Mariota - 7 Zach Mettenberger - 12 Charlie Whitehurst Running Back - 26 Antonio Andrews - 45 Jalston Fowler FB - 22 Dexter McCluster - 20 Bishop Sankey - 35 Terrance West Wide Receiver - 83 Harry Douglas - 17 Dorial Green-Beckham - 15 Justin Hunter - 13 Kendall Wright Tight End - 85 Chase Coffman - 80 Anthony Fasano - 88 Craig Stevens - 89 Phillip Supernaw - 82 Delanie Walker Offensive Linemen - 76 Byron Bell G - 69 Andy Gallik C/G - 77 Taylor Lewan T - 79 Jamon Meredith T - 73 Jeremiah Poutasi T - 62 Brian Schwenke C - 60 Quinton Spain G - 70 Chance Warmack G Defensive Linemen - 95 Angelo Blackson DE - 99 Jurrell Casey DE - 94 Sammie Hill NT - 90 DaQuan Jones DE - 97 Karl Klug DE - 93 Mike Martin DE - 92 Ropati Pitoitua DE - 96 Al Woods NT Linebacker - 51 David Bass OLB - 55 Zach Brown ILB - 52 Steven Johnson ILB - 91 Derrick Morgan OLB - 53 Deiontrez Mount OLB - 98 Brian Orakpo OLB - 54 Avery Williamson ILB - 59 Wesley Woodyard ILB Defensive Back - 29 Perrish Cox CB - 33 Michael Griffin FS - 28 Marqueston Huff FS - 30 Jason McCourty CB - 37 Cody Riggs CB - 21 Da'Norris Searcy SS - 24 Coty Sensabaugh CB - 39 Daimion Stafford SS - 25 Blidi Wreh-Wilson CB Special Team - 48 Beau Brinkley LS - 6 Brett Kern P - 4 Ryan Succop K Lista delle riserve - 23 David Cobb RB (IR-DRF) - 42 Dorin Dickerson TE (IR) - 50 Zaviar Gooden ILB (IR) - 32 Brandon Harris CB (IR) - 46 Connor Neighbors FB (IR) - 46 Curtis Riley CB (IR) - 47 Yawin Smallwood ILB (IR) Squadra di allenamento - 56 Jason Ankrah OLB - 31 Josh Aubrey SS - 32 David Fluellen RB - 66 Josue Matias G - 16 Tre McBride WR - 75 Will Poehls T - 81 Rico Richardson WR - 57 Justin Staples ILB - 38 B.W. Webb CB - 87 Tevin Westbrook TE 53 attivi, 7 inattivi, 10 nella squadra di allenamento, 0 free agent |
| Legenda - I rookie sono in corsivo. - Il primo ruolo è il principale mentre gli eventuali successivi indicano i ruoli secondari. - (IR) sta per Injured Reserve ed indica la lista ristretta per un solo giocatore infortunato che può tornare ad allenarsi dopo la settimana 6 e a rientrare in prima squadra dopo che questa ha giocato 8 partite. - (NF-Inj.) / (NF-Ill.) stanno rispettivamente per Non-Football Injured e Non-Football Illness ed indicano le liste dove viene inserito un giocatore che ha un infortunio o una malattia non dipendente dal football americano. - (PUP) sta per Physically Unable to Perform ed indica la lista dove viene inserito un giocatore mentre è in attesa di recuperare la condizione fisica. Nella stagione regolare dopo la sesta partita giocata dalla propria squadra, il giocatore ha tempo tre settimane per riprendere ad allenarsi, più tre settimane aggiuntive dal suo rientro agli allenamenti per rientrare in prima squadra. |

## Calendario
| Stagione regolare |                    |                         |                    |                    |                         |                    |                    |                    |
| Turno             | Data               | Avversario              | Risultato          | Record             | Stadio                  | NFL.com recap      |                    |                    |
| 1                 | 13/9               | at Tampa Bay Buccaneers | V 42–14            | 1–0                | Raymond James Stadium   | Recap              |                    |                    |
| 2                 | 20/9               | at Cleveland Browns     | S 14–28            | 1–1                | FirstEnergy Stadium     | Recap              |                    |                    |
| 3                 | 27/9               | Indianapolis Colts      | S 33–35            | 1–2                | Nissan Stadium          | Recap              |                    |                    |
| 4                 | Settimana di pausa | Settimana di pausa      | Settimana di pausa | Settimana di pausa | Settimana di pausa      | Settimana di pausa | Settimana di pausa | Settimana di pausa |
| 5                 | 11/10              | Buffalo Bills           | S 13–14            | 1–3                | Nissan Stadium          | Recap              |                    |                    |
| 6                 | 18/10              | Miami Dolphins          | S 10–38            | 1–4                | Nissan Stadium          | Recap              |                    |                    |
| 7                 | 25/10              | Atlanta Falcons         | S 7–10             | 1–5                | Nissan Stadium          | Recap              |                    |                    |
| 8                 | 1/11               | at Houston Texans       | S 6–20             | 1–6                | NRG Stadium             | Recap              |                    |                    |
| 9                 | 8/11               | at New Orleans Saints   | V 34–28 (DTS)      | 2–6                | Mercedes-Benz Superdome | Recap              |                    |                    |
| 10                | 15/11              | Carolina Panthers       | S 10–27            | 2–7                | Nissan Stadium          | Recap              |                    |                    |
| 11                | 19/11              | at Jacksonville Jaguars | S 13–19            | 2–8                | EverBank Field          | Recap              |                    |                    |
| 12                | 29/11              | Oakland Raiders         | S 21–24            | 2–9                | Nissan Stadium          | Recap              |                    |                    |
| 13                | 6/12               | Jacksonville Jaguars    | V 42–39            | 3–9                | Nissan Stadium          | Recap              |                    |                    |
| 14                | 13/12              | at New York Jets        | S 8–30             | 3–10               | MetLife Stadium         | Recap              |                    |                    |
| 15                | 20/12              | at New England Patriots | S 16–33            | 3–11               | Gillette Stadium        | Recap              |                    |                    |
| 16                | 27/12              | Houston Texans          | S 6–34             | 3–12               | Nissan Stadium          | Recap              |                    |                    |
| 17                | 3/1                | at Indianapolis Colts   | S 24–30            | 3–13               | Lucas Oil Stadium       | Recap              |                    |                    |

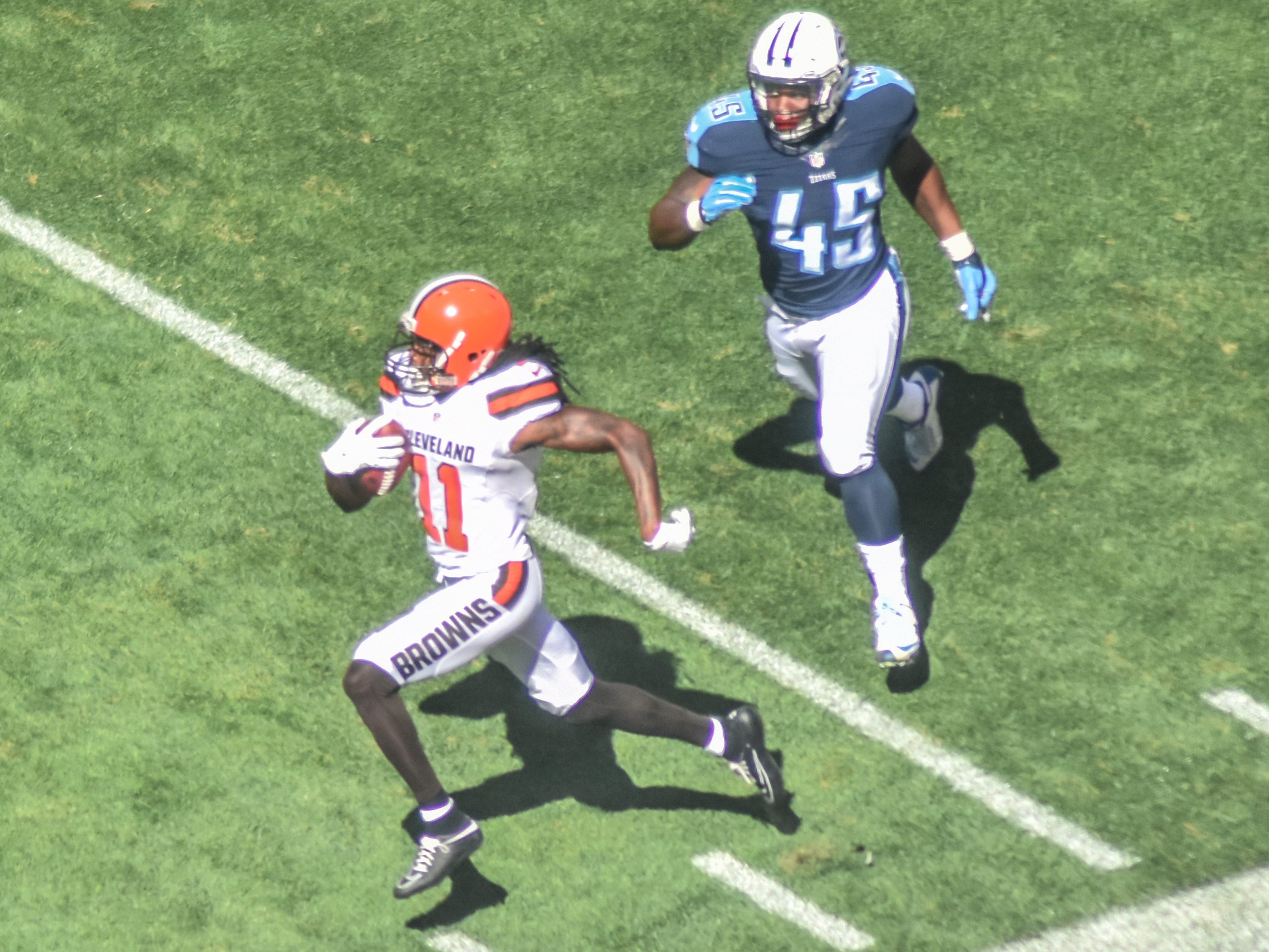
La gara della settimana 2 contro i Browns

Nota: Gli avversari della propria division sono in grassetto.

## Classifiche

### Division
| AFC South            | AFC South | AFC South | AFC South | AFC South | AFC South | AFC South | AFC South | AFC South | AFC South |
|                      | V         | S         | P         | %         | DIV       | CONF      | PF        | PS        | Str.      |
| -------------------- | --------- | --------- | --------- | --------- | --------- | --------- | --------- | --------- | --------- |
| (4) Houston Texans   | 9         | 7         | 0         | .563      | 5–1       | 7–5       | 339       | 313       | V3        |
| Indianapolis Colts   | 8         | 8         | 0         | .500      | 4–2       | 6–6       | 333       | 408       | V2        |
| Jacksonville Jaguars | 5         | 11        | 0         | .313      | 2–4       | 5–7       | 376       | 448       | S3        |
| Tennessee Titans     | 3         | 13        | 0         | .188      | 1–5       | 1–11      | 299       | 423       | S4        |